# Edwin Frederick O'Brien
Edwin Frederick kardinál O'Brien OESSH (* 8. dubna 1939 New York) je americký římskokatolický kněz, bývalý arcibiskup baltimorský, v letech 2011–2019 velmistr Řádu Božího Hrobu.
Kněžské svěcení přijal 29. května 1965 z rukou tehdejšího arcibiskupa New Yorku kardinála Francise Spellmana. Poté začal působit jako vojenský kaplan, dosáhl hodnosti kapitána, v letech 1971 až 1972 sloužil ve Vietnamu. V roce 1973 ukončil službu v armádě a odešel na doktorandská studia do Říma na Papežskou univerzitu Angelicum. Po získání doktorátu z teologie se vrátil do vlasti. Působil jako vicekancléř rodné arcidiecéze, v letech 1985–1989 a 1994–1997 byl rektorem semináře svatého Josefa v New Yorku.
Pomocným biskupem New Yorku byl jmenován 6. února 1999, biskupské svěcení mu udělil 25. března téhož roku kardinál John Joseph O'Connor. 7. dubna následujícího roku se stal koadjutorem vojenského arcibiskupa americké armády, funkce se ujal o čtyři měsíce později. Dne 12. července 2007 ho papež Benedikt XVI. jmenoval nástupcem kardinála Keelera ve funkci arcibiskupa Baltimoru. Současně se stal také čestným primasem USA. 29. srpna 2011 nahradil kardinála Foleyho ve funkci velmistra Řádu Božího Hrobu. V této souvislosti rezignoval na funkci arcibiskupa Baltimoru, jeho nástupcem se stal William Edward Lori. Dne 6. ledna 2012 bylo oznámeno jeho jmenování kardinálem, kardinálské insignie převzal na konzistoři 18. února téhož roku. Dne 8. prosince 2019 papež František přijal jeho rezignaci na post velmistra Řádu Božího hrobu a zároveň jmenoval jeho nástupcem kardinála Filoniho. 